# Тласкалские мученики
Святые мученики Тласкалы (исп. Los Niños Mártires de Tlaxcala) — три мексиканских (из народа тлашкальтеков) подростка-католика из штата Тласкала: Кристобаль (1514/15, Атлиуэция — 1527, Атлиуэция) и два товарища Антонио (1516/17, Тицатлан — 1529, Куаутинчан) и Хуан (1516/17, Тицатлан — 1529, Куаутинчан). Трое подростков были обращены в католическую веру и получили образование у францисканцев, которые проповедовали в этой местности. Их активизм и рвение привели к тому, что их жестоко убили за их веру те, кто считал их угрозой языческим ценностям и традициям.
Подростки были причислены к лику блаженных в базилике Богоматери Гваделупской в Мехико 6 мая 1990 года папой Иоанном Павлом II. 23 марта 2017 года папа Франциск издал указ о канонизации трёх подростков без необходимого для этого чуда. Подростки были причислены к лику святых 15 октября 2017 года.
День памяти — 23 сентября.